# Tomáš Vestenický
Tomáš Vestenický (Topoľčany, 6 april 1996) is een Slowaaks voetballer die doorgaans speelt als spits. In juli 2025 verruilde hij Colleferro voor Viterbese.

## Clubcarrière
Vestenický begon zijn carrière in de jeugdopleiding van MFK Topvar Topoľčany uit zijn geboorteplaats Topoľčany. In 2007 maakte de spits de overstap naar FC Nitra, de meest dichtstbijzijnde topclub in de regio. Daar speelde Vestenický zes jaar in de jeugd, voordat hij in de zomer van 2013 opgenomen werd in de eerste selectie. Op 13 september mocht de aanvaller ook zijn debuut maken. Terwijl er in het eigen stadion 0–1 verloren werd van Spartak Trnava, begon Vestenický in de basisopstelling en speelde hij de volle negentig minuten mee.
Hij verscheen op de radars van de Italiaanse topclubs AS Roma en Internazionale. In januari 2014 stapte hij ook over naar AS Roma. Na anderhalf jaar verhuurde AS Roma de Slowaak aan Modena. Een halfjaar en drie optredens verder huurde Cracovia Kraków hem. Na deze verhuurperiode nam Cracovia de aanvaller definitief over. In januari 2018 huurde zijn oude club FC Nitra de aanvaller voor anderhalf jaar. Hij tekende in juli 2021 voor Tsjajka, maar vertrok diezelfde maand nog. Aan het eind van dat jaar speelde hij tweeënhalve maand voor Dinamo Boekarest.
In maart 2022 werd FK Riteriai zijn nieuwe club. Vestenický speelde vier maanden in Litouwen, voor hij naar Zlaté Moravce vertrok. In de zomer van 2023 verliet hij deze club, waarna hij in januari 2024 voor Tivoli tekende. Via Colleferro kwam hij in de zomer van 2025 bij Viterbese terecht.